# 蔡衍
蔡衍（？—168年），字孟喜，汝南郡項縣（今河南省周口市）人。東漢八顧之一。

## 生平
蔡衍年輕時通達經學，教授學生，用禮讓教化鄉裏。鄉裏有紛爭，都到蔡衍家調解，對於蔡衍的決斷都無意見。後被舉爲孝廉，升遷為冀州刺史。
中常侍具瑗托蔡衍舉薦他弟弟爲茂才，蔡衍沒有答應，反而拘捕送信者並加以拷問。
蔡衍彈劾河間相曹鼎貪贓千萬。曹鼎是中常侍曹騰的弟弟。曹騰請求大將軍梁冀寫信給蔡衍，蔡衍不理，曹鼎於是獲罪作勞役。後蔡衍被任命為議郎、符節令。梁冀聽說蔡衍賢能，想和他見面，蔡衍聲稱生病而不去，導致梁冀暗恨在心。
南陽太守成瑨等人因收糾宦官被廷尉議罪，蔡衍與議郎劉瑜上表營救，因言詞嚴厲，被免官回家，回家後關門不出。漢靈帝即位後，任命蔡衍為議郎，恰逢蔡衍因病去世。
郭泰、宗慈、巴肅、夏馥、范滂、尹勳、蔡衍、羊陟人稱“八顧”。顧，是指能以自身的道德品行爲受人擁護。

## 延伸阅读
[在维基数据编辑]
 《後漢書/卷67》，出自范晔《後漢書》